# エレーナ・ベチェバ
エレーナ・ベチェバ（ブルガリア語: Элена Бечева,ラテン文字転写: Elena Becheva, 1998年5月30日 - ）は、ブルガリアの女子バレーボール選手。ブルガリア代表。

## 来歴

### クラブチーム
デヴィン出身。2014年、Levski Sofiaに入団。ブルガリア国内リーグでは準優勝を4度経験した。2019/20シーズンはMerinos SKでプレーした。2020年、ルーマニアのCSU Belor Galațiへ移籍することが発表され、2020/21シーズンのルーマニアリーグに出場した。2021年8月、フィンランドのLP Viestiへ移籍し、2021/22シーズンのフィンランドリーグでは4位となった。2022/23シーズンはポーランドのUKS Jedynka Tarnówでプレーし、途中からギリシャのAris Thessalonikiでプレーした。2023年7月、フランスのRCカンヌへ移籍し、1年間プレーした。2024年6月、ギリシャのAO Thirasへ移籍することが発表され、2024/25シーズンのギリシャリーグでは3位となった。

### 代表チーム
アンダーカテゴリーの代表として2017年のU-20世界選手権に出場した。2019年、シニア代表に初選出され、同年のネーションズリーグでデビュー。同年の欧州選手権に出場した。2022年、世界選手権に出場した。2023年のネーションズリーグ、パリ五輪予選に出場した。

## 球歴
- 世界選手権 - 2022年
- オリンピック予選 - 2023年
- ネーションズリーグ - 2019年、2023年、2024年
- 欧州選手権 - 2019年、2023年

## 所属クラブ
- Levski Sofia（2014-2015、2016-2019年）
- Merinos SK（2019-2020年）
- CSU Belor Galați（2020-2021年）
- LP Viesti（2021-2022年）
- UKS Jedynka Tarnów（2022年）
- Aris Thessaloniki（2022-2023年）
- RCカンヌ（2023-2024年）
- AO Thiras（2024年-）